# Liste der Komponisten/B

## Ba

### Baa–Bam
- Johann Baal (1657–1701)
- Kees van Baaren (1906–1970)
- Arno Babadschanjan (1921–1983)
- Andrej Afanassowitsch Babajew (1923–1964)
- Vahram Babayan (* 1948)
- Christoph Babbi (1745–1814)
- Milton Babbitt (1916–2011)
- Thomas Babou (1656 bis um 1740)
- Ippolito Baccusi (um 1550–1609)
- Grażyna Bacewicz (1909–1969)
- August Wilhelm Bach (1796–1869)
- Carl Philipp Emanuel Bach (1714–1788)
- Heinrich Bach (1615–1692)
- Johann Bernhard Bach d. J. (1700–1743)
- Johann Christian Bach (1735–1782)
- Johann Christoph Bach (1642–1703)
- Johann Christoph Friedrich Bach (1732–1795)
- Johann Ernst Bach (1722–1777)
- Johann Ludwig Bach (1677–1731)
- Johann Michael Bach (1648–1694)
- Johann Michael Bach (1745–1820)
- Johann Sebastian Bach (1685–1750)
- Wilhelm Friedemann Bach (1710–1784)
- Wilhelm Friedrich Ernst Bach (1759–1845)
- Alfred Bachelet (1864–1944)
- Giovanni Bacilieri (um 1580 bis um 1619)
- Sven-Erik Bäck (1919–1994)
- Agathe Backer-Grøndahl (1847–1907)
- Fridtjof Backer-Grøndahl (1885–1959)
- Heinrich Backofen (1768–1830)
- Nicolas Bacri (* 1961)
- Tekla Bądarzewska (1834–1861)
- Conrad Baden (1908–1989)
- Baden Powell de Aquino (1937–2000)
- Henk Badings (1907–1987)
- Nikolai Badinski (* 1937)
- Walter Baer (1928–2015)
- Francis Bayer (1938–2004)
- Selmar Bagge (1823–1896)
- Carles Baguer (1768–1808)
- Anatol Bahatyrou (1913–2003)
- Pierre Baillot (1771–1842)
- Simon Bainbridge (1952–2021)
- William Baines (1899–1922)
- Tadeusz Baird (1928–1981)
- Benjamin Franklin Baker (1811–1889)
- Valentin Bakfark (1507–1576)
- Leonardo Balada (* 1933)
- Osvaldas Balakauskas (* 1937)
- Mili Balakirew (1837–1910)
- Andrej Balantschiwadse (1906–1992)
- Meliton Balantschiwadse (1863–1937)
- Sándor Balassa (1935–2021)
- Sergei Balassanjan (1902–1982)
- Hans Balatka (1825–1899)
- Claude Balbastre (1724–1799)
- Ignazio Balbi (um 1695–1773)
- Lorenzo Balbi (um 1700)
- Giovanni Lorenzo Baldano (1576–1660)
- Pietro Baldassari (vor 1690–nach 1768)
- John Baldwin (vor 1560–1615)
- Michael Balfe (1808–1870)
- George Balint (1961–2019)
- Simon Balicourt (1706–1757)
- Jaime Balius y Vila (um 1780–1822)
- Christopher Ball (1936–2022)
- Robert Ballard (um 1575 bis um 1645)
- Reimundo Ballestra († 1634)
- Claude Ballif (1924–2004)
- Tal Balshai (* 1969)
- Thomas Baltzar (um 1630–1663)

### Ban–Baz
- Felice Bambini (1742–1810)
- Kazys Viktoras Banaitis (1896–1963)
- Adriano Banchieri (1568–1634)
- Alain Bancquart (* 1934)
- Jovan Bandur (1899–1956)
- Don Banks (1923–1980)
- Akos Banlaky (1966)
- Harry Bannink (1929–1999)
- Gennadi Banschtschikow (1943–2025)
- Granville Bantock (1868–1946)
- Gerónimo Baqueiro Foster (1898–1967)
- George Barati (1913–1996)
- Luigi Barazzetti (1906–1988)
- Daniel Pio Dal Barba (1715–1801)
- Carl Barbandt (1716 bis nach 1775)
- Bartolomeo Barbarino (≈ 1568–1617)
- Antoine Barbe (≈1505–1564/74)
- Helmut Barbe (1927–2021)
- Emanuele Barbella (1718–1777)
- Francesco Barbella (≈1692–1732)
- Samuel Barber (1910–1981)
- René Barbier (1890–1981)
- Jacob Barbireau (≈1455–1491)
- Otto Barblan (1860–1943)
- Sargis Barchudarjan (1887–1973)
- George Barcos (* 1946)
- Lajos Bárdos (1899–1986)
- Giovanni de’ Bardi (1534–1612)
- Martin Bärenz (* 1956)
- Woldemar Bargiel (1828–1897)
- Augustin Barié (1883–1915)
- Ottavio Bariolla (≈1573–1619)
- Vytautas Barkauskas (1931–2020)
- Clarence Barlow (1945–2023)
- Samuel Barlow (1892–1982)
- Johann Friedrich Barmann (1784–1847)
- Ernst Gottlieb Baron (1696–1760)
- Julie Baroni-Cavalcabò verh. von Webenau (1813–1887)
- Elsa Barraine (1910–1999)
- Henry Barraud (1900–1997)
- Jean Barraqué (1928–1973)
- Joseph de La Barre (1633–1678)
- Michel de La Barre (1675–1745)
- John Barrett (≈1667–1719)
- Jean-Baptiste Barrière (1707–1747)
- Jean-Baptiste Barrière (* 1958)
- Enrique Soro Barriga (1884–1954)
- Agustín Pío Barrios Mangoré (1885–1944)
- Sergio Fernández Barroso (* 1946)
- Gerald Barry (* 1952)
- Francesco Barsanti (1690–1770)
- Sergei Barsukow (* 1923)
- Josef Bárta (1744–1787)
- Lubor Bárta (1928–1972)
- András Bartay (1799–1854)
- François Hippolyte Barthélemon (1741–1808)
- Pierre Bartholomée (* 1937)
- Richard Bartmuß (1859–1910)
- Béla Bartók (1881–1945)
- Or'in Dio Bartolini (≈1585–1640)
- Angelo Michele Bartolotti (≈ 1615–1681)
- Bruno Bartolozzi (1911–1980)
- Domenico Bartolucci (1917–2013)
- František Bartoš (1905–1973)
- Jan Zdeněk Bartoš (1908–1981)
- Constantino Baselli (um 1600–1640)
- Pablo Bas (* im 20. Jh.)
- Leonid Bashmakov (1927–2016)
- Andrea Basili (1705–1777)
- Philippe Basiron (≈1450–1491)
- Johann Georg Bäßler (1753–1807)
- Weniamin Basner (1925–1996)
- Giovanni Bassani (≈1647–1716)
- Giovanni Bassano (1551/52–1617)
- Jerome Bassano (1559–1635)
- Jehan Basset (≈1580–1636)
- Leslie Bassett (1923–2016)
- Johannes Gijsbertus Bastiaans (1812–1875)
- John Baston (≈ 1685–1740)
- Josquin Baston (≈ 1515–1576)
- Gabriel Bataille (≈1575–1630)
- Stanley Bate (1911–1959)
- Hubert Bath (1883–1945)
- Charles Bâton (?–1758)
- Luigi Battiferri (1610–1682)
- Jacques-Louis Battmann (1818–1886)
- Ulrich Baudach (1921–1992)
- David Arnold Baudinger (* ≈1650)
- Yves Baudrier (1906–1988)
- Marion Bauer (1882–1955)
- Johann Baptist Baumgärtner (1723–1782)
- Alfred Baum (1904–1993)
- Max Baumann (1917–1999)
- Karl Friedrich Baumgarten (1740–1824)
- Jürg Baur (1918–2010)
- Johann Conrad Baustetter (≈1725–1750)
- Dietrich von Bausznern (1928–1980)
- Waldemar von Bausznern (1866–1931)
- Arnold Bax (1883–1953)
- Rudolph Bay (1791–1856)
- Josef Bayer (1852–1913)
- François Bayle (* 1932)
- François Bazin (1816–1878)
- Cyprian Bazylik (≈ 1535–1600)
- Francesco Maria Bazzini (1593–1660)
- Natale Bazzini (≈1590–1639)

## Be
- Amy Beach (1867–1944)
- Sally Beamish (* 1956)
- Balthazar de Beaujoyeulx (um 1535 – um 1587)
- Désiré Beaulieu (Désiré Martin-Beaulieu) (1791–1863)
- Jean-Jacques Beauvarlet-Charpentier (1734–1794)
- Gustavo Becerra-Schmidt (1925–2010)
- Conrad Beck (1901–1989)
- Franz Ignaz Beck (1734–1809)
- Albert Becker (1834–1899)
- Constantin Julius Becker (1811–1859)
- Dietrich Becker (1623–1679)
- Günther Becker (1924–2007)
- Hugo Becker (1863–1941)
- John J. Becker (1886–1961)
- Alfred von Beckerath (1901–1978)
- Bror Beckman (1866–1929)
- Gustav Beckmann (1883–1948)
- Max Beckschäfer (* 1952)
- Antonín František Bečvařovský (1754–1823)
- David Bedford (1937–2011)
- Ignaz von Beecke (1733–1803)
- Norma Beecroft (1934–2024)
- Johann Beer (1655–1700)
- Anton Beer-Walbrunn (1864–1929)
- Jack Beeson (1921–2010)
- Ludwig van Beethoven (1770–1827)
- Curt Beilschmidt (1886–1962)
- Thomas Beimel (1967–2016)
- Eckart Beinke (* 1956)
- Sadao Bekku (1922–2012)
- Vladimir Beleaev (* 1955)
- Daniël Belinfante (1893–1945)
- Carlo Filippo Belisi (um 1700)
- Laurent Belissen (1693–1762)
- Alan Belkin (* 1951)
- Allan Gordon Bell (* 1953)
- Ján Levoslav Bella (1843–1936)
- Rudolf Bella (1890–1973)
- Vincenzo Bellavere (um 1540 – 1587)
- Domenico Belli († 1627)
- Giulio Belli (um 1560 – um 1621)
- Heinrich Bellermann (1832–1903)
- Vincenzo Bellini (1801–1835)
- Giovanni Paolo Bellinzani (um 1690 – 1757)
- Hermann Bellstedt (1858–1926)
- Ralph Benatzky (1884–1957)
- Josse-François-Joseph Benaut (1741–1794)
- Pietro Paolo Bencini (um 1670 – 1755)
- Felix Benda (1708–1768)
- Franz Benda (1709–1786)
- Friedrich Benda (1745–1814)
- Friedrich Ludwig Benda (1752–1792)
- Georg Anton Benda (1722–1795)
- Johann Georg Benda (1713–1752)
- Angelo Maria Benincori (1779–1821)
- Cesare Bendinelli (1542–1617)
- Hermann Bendix (1859–1935)
- Viktor Bendix (1851–1926)
- Karel Bendl (1838–1897)
- Josefina Benedetti (* 1953)
- Pie(t)ro Benedetti (um 1585 – 1649)
- Julius Benedict (1804–1885)
- Jara Beneš (1897–1949)
- Juraj Beneš (1940–2004)
- Orazio Benevoli (1605–1672)
- Gustaf Bengtsson (1886–1965)
- Xavier Benguerel (1931–2017)
- Paul Ben-Haim (1897–1984)
- Arthur Benjamin (1893–1960)
- George Benjamin (* 1960)
- Heinz Benker (1921–2000)
- Richard Rodney Bennett (1936–2012)
- Robert Russell Bennett (1894–1981)
- William Sterndale Bennett (1816–1875)
- François Benoist (1794–1878)
- Peter Benoît (1834–1901)
- Dom Paul Benoît (1893–1979)
- Pascal Bentoiu (1927–2016)
- Jørgen Bentzon (1897–1951)
- Niels Viggo Bentzon (1919–2000)
- Flint Juventino Beppe (* 1973)
- Benoit Tranquille Berbiguier (1782–1838)
- Jacquet de Berchem (um 1505 – um 1565)
- Petros Bereketis (1680–1715)
- Maxim Beresowski (1745–1777)
- Nikolai Berezowski (1900–1953)
- Pietro Beretti (1705–1759)
- Alban Berg (1885–1935)
- George Berg (1730–1775)
- Gunnar Berg (1909–1989)
- Josef Berg (1927–1971)
- Lisa Berg (1978–2017)
- Natanael Berg (1879–1957)
- Arthur Victor Berger (1912–2003)
- Jean Berger (1909–2002)
- Ludwig Berger (1777–1839)
- Roman Berger (1930–2020)
- Theodor Berger (1905–1992)
- Wilhelm Berger (1861–1911)
- Wilhelm Georg Berger (1929–1993)
- Andreas Peter Berggreen (1801–1880)
- Rudolph Bergh (1859–1924)
- Erik Bergman (1911–2006)
- William Bergsma (1921–1994)
- Giovanni Battista Beria (1610–1671)
- Luciano Berio (1925–2003)
- Charles-Auguste de Bériot (1802–1870)
- Lennox Berkeley (1903–1989)
- Hector Berlioz (1803–1869)
- Bart Berman (* 1938)
- Viktor Bermeister (1895–1968)
- Ercole Bernabei (1622–1687)
- Giuseppe Antonio Bernabei (1649–1732)
- Carmelo Bernaola (1929–2002)
- Stefano Bernardi (1577–1637)
- Ferenc Bernáth (* 1981)
- Lord Berners (1883–1950)
- Christoph Bernhard (1628–1692)
- Nicolas Bernier (1664–1734)
- Leonard Bernstein (1918–1990)
- Blagoje Bersa (1873–1934)
- Gianluca Bersanetti (* 1964)
- Antonio Bertali (1605–1669)
- Emil Berté (1898–1968)
- Heinrich Berté (1857–1924)
- Martin Berteau (1691–1771)
- Birke Bertelsmeier (* 1981)
- Fabián Bertero (* 20. Jahrhundert)
- Isidore Bertheaume (um 1752–1802)
- Jacques Berthier (1923–1994)
- Henry Berthold (1933–1987)
- Marc Berthomieu (1906–1991)
- Giovanni Pietro Berti (um 1590 – 1638)
- Toussaint Bertin de La Doué (um 1680 – 1743)
- Henri Bertini (1798–1876)
- Giovanni Antonio Bertoli (1598 bis nach 1645)
- Mario Bertoncini (1932–2019)
- Ferdinando Bertoni (1725–1813)
- Arturo Berutti (1858–1938)
- Franz Berwald (1796–1868)
- Johan Fredrik Berwald (1787–1861)
- Jean-Baptiste Besard (um 1567 – um 1625)
- Otto Besch (1885–1966)
- Andreas Beschorner (* 1976)
- Alessandro Besozzi (1702–1793)
- Gaetano Besozzi (1725–1798)
- Carlo Besozzi (1738–1791)
- Angelo Michele Besseghi (1670–1744)
- Nikolaus Betscher (1745–1811)
- Antoine Beuger (* 1955)
- Elway Bevin (um 1554–1638)
- Frank Michael Beyer (1928–2008)

## Bi
- Giuseppino del Biabo (um 1600)
- Günter Bialas (1907–1995)
- Giovanni Bianchi (um 1660 – nach 1720)
- Domenico Bianchini (um 1510 – um 1576)
- Adolphe Biarent (1871–1916)
- Pedro Biava Ramponi (1902–1972)
- Antonio Bibalo (1922–2008)
- Carl Heinrich Biber (1681–1749)
- Heinrich Ignaz Franz Biber (1644–1704)
- Walentyn Bibik (1940–2003)
- Matthias Biechteler (um 1670 – 1744)
- Michael von Biel (* 1937)
- Helmut Bieler (1940–2019)
- Antonio Biffi (1666 – 1732 oder 1736)
- Diogenio Bigaglia (1676–1745)
- Eugène Bigot (1888–1965)
- János Bihari (1764–1827)
- Guglielmo Bilancioni (1881–1935)
- William Billings (1746–1800)
- Tymofij Bilohradskyj (um 1700 – nach 1760)
- Gilles Binchois (um 1400 – 1460)
- Abraham Binder (1895–1966)
- Christlieb Siegmund Binder (1723–1789)
- Janko Binenbaum (1880–1956)
- Jean Binet (1893–1960)
- Jocelyne Binet (1923–1968)
- Georges Bingham (um 1700)
- Pasquale Bini (1716–1770)
- Giovanni Battista Biondi (um 1580 – um 1630)
- Antonio Bioni (1698–1739)
- John Birchenscha (um 1620 – 1681)
- Johann Adam Birckenstock (1687–1733)
- Jörg Birkenkötter (* 1963)
- Harrison Birtwistle (1934–2022)
- Johann Karl Bischoff (1747 – um 1800)
- Hermann Bischoff (1868–1936)
- Henry Rowley Bishop (1786–1855)
- Bartolomeo Bismantova (1675–1694)
- Próspero Bisquertt (1881–1959)
- Marcel Bitsch (1921–2011)
- Martino Bitti (um 1656 – 1743)
- Julius Bittner (1874–1939)
- Georges Bizet (1838–1875)

## Bj
- Staffan Björklund (* 1944)
- Liv-Benedicte Bjørneboe (* 1965)

## Bl
- Boris Blacher (1903–1975)
- Jan Blahoslav (1523–1571)
- Kristian Blak (* 1947)
- David Blake (* 1936)
- Manuel Blancafort (1897–1987)
- Esprit Antoine Blanchard (1696–1770)
- Henri-Louis Blanchard (1778–1858)
- Juan Blanco (1919–2008)
- Charles-Henri de Blainville (1711– um 1771)
- Quirinus van Blankenburg (1654–1739)
- Edward Blankes (~1550–1633)
- Matwei Blanter (1903–1990)
- Oskar Gottlieb Blarr (* 1934)
- Matthieu-Frédéric Blasius (1758–1829)
- Josef Blatný (1891–1980)
- Pavel Blatný (1931–2021)
- Michel Blavet (1700–1768)
- Zdeněk Blažek (1905–1974)
- Leo Blech (1871–1958)
- Herbert Blendinger (1936–2020)
- Karl Bleyle (1880–1969)
- Arthur Bliss (1891–1975)
- Marc Blitzstein (1905–1964)
- Augustyn Bloch (1929–2006)
- Ernest Bloch (1880–1959)
- Waldemar Bloch (1906–1984)
- Jan Blockx (1851–1912)
- Vilém Blodek (1834–1874)
- Karl-Heinz Blomann (* 1955)
- Karl-Birger Blomdahl (1916–1968)
- John Blow (1649–1708)
- Robert Blum (1900–1994)
- Felix Blumenfeld (1863–1931)
- Volker Blumenthaler (* 1951)
- Joseph von Blumenthal (1782–1850)
- Theodor Blumer (1881–1964)

## Bo
- Juan Pérez Bocanegra (1598–1631)
- Luigi Boccherini (1743–1805)
- Lorenzo Bocchi (fl. 18. Jh.)
- Robert Nicolas-Charles Bochsa (1789–1856)
- Alfred Böckmann (1905–1995)
- Charles Bocquet (1570–1615), genannt auch Carolus Parisiensis
- Eugen Bodart (1905–1981)
- Martin Konrad Bodemer (* 1947)
- Erhard Bodenschatz (1576–1636)
- Gerd Boder (1933–1992)
- Johann Christoph Bodinus (1690–1727)
- Sebastian Bodinus (1700–1759)
- Sylvie Bodorová (* 1954)
- August de Boeck (1865–1937)
- Konrad Boehmer (1941–2014)
- Léon Boëllmann (1862–1897)
- Alexandre-Pierre-François Boëly (1785–1858)
- Jan Boerman (1923–2020)
- Felipe Boero (1884–1958)
- Philippe Boesmans (1936–2022)
- Antoine de Boësset (1586–1643)
- Jean-Baptiste de Boësset (1614–1685)
- Semjon Bogatyrjow (1890–1960)
- Nikita Bogoslowski (1913–2004)
- Bazyli Bohdanowicz (1740–1817)
- Adolph Kurt Böhm (1926–2020)
- Georg Böhm (1661–1733)
- Theobald Böhm (1794–1881)
- Johann Ludwig Böhner (1787–1860)
- Emil Bohnke (1888–1928)
- Joseph Anton Bohrer (1783–1863)
- François-Adrien Boïeldieu (1775–1834)
- Rostislaw Boiko (1931–2002)
- Rob du Bois (1934–2013)
- Otis Bardwell Boise (1844–1912)
- René de Boisdeffre (1838–1906)
- Joseph Bodin de Boismortier (1689–1755)
- Arrigo Boito (1842–1918)
- Nicolas Bolens (* 1963)
- William Bolcom (* 1938)
- Hans Boll (1923–2016)
- Daniel Bollius (≈1590–≈1642)
- Laci Boldemann (1921–1969)
- Franz Bölsche (1869–1935)
- Jakob Bölsche († 1684)
- Per Conrad Boman (1804–1861)
- João Domingos Bomtempo (1775–1842)
- Anna Bon di Venezia (1739/40 – n. 1767)
- Emmanuel Bondeville (1898–1987)
- Capel Bond (1730–1790)
- Jacques Bondon (1927–2008)
- Aurelio Bonelli (≈1569–1620)
- Carlo Bonetti (≈1648–1662)
- Luiz Bonfá (1922–2001)
- Pierre Bonhomme (≈1555–1617)
- Guillaume Boni (≈1530–≈1594)
- Pietro Gaetano Boni (1686–1741)
- Severo Bonini (1582–1663)
- Mélanie Bonis (1858–1937)
- Giuseppe Boniventi (1670–1727)
- Joseph Bonnet (1884–1944)
- Jean-Henri Bonneval La Trobe (1670 – n. 1760)
- Giuseppe Bonno (1711–1788)
- Antonio Maria Bononcini (1677–1726)
- Giovanni Bononcini (1670–1747)
- Giovanni Maria Bononcini (1642–1678)
- Francesco Antonio Bonporti (1672–1749)
- Giovanni Andrea Bontempi (≈1624–1705)
- Jan van Boom (1807–1872)
- Minas Borboudakis (* 1974)
- Edmund von Borck (1906–1944)
- Krzysztof Borek (≈1520 – n. 1570)
- Kim Borg (1919–2000)
- Raúl Borges (1882–1967)
- Giovanni Battista Borghi (1738–1796)
- Luigi Borghi (≈1745–1806)
- Domenico Borgiani (1610–1658)
- Hjalmar Borgstrøm (1864–1925)
- Pavel Bořkovec (1894–1972)
- Bernardino Borlasca (≈1580–≈1624)
- Helmut Bornefeld (1906–1990)
- Alexander Borodin (1833–1887)
- Ottavio Borono (≈1580–1617)
- Hakon Børresen (1876–1954)
- Siegfried Borris (1906–1987)
- Sergej Bortkiewicz (1877–1952)
- Dmytro Bortnjanskyj (1751–1825)
- Bartolomeo Bortolazzi (1772–1820)
- Mauro Bortolotti (1926–2007)
- Daniel Börtz (* 1943)
- Axel Borup-Jørgensen (1924–2012)
- Jaime Bosch (1826–1895)
- Wassil Boschinow (1888–1966)
- Alexander Uriah Boscovich (1907–1964)
- Hans-Jürgen von Bose (* 1953)
- Henriëtte Bosmans (1895–1952)
- Marco Enrico Bossi (1861–1925)
- Renzo Rinaldo Bossi (1883–1965)
- Giovanni Bottesini (1821–1889)
- Thomas Böttger (* 1957)
- Carlos Botto Vallarino (1923–2004)
- André Boucourechliev (1925–1997)
- Walter Boudreau (* 1947)
- Rutland Boughton (1878–1960)
- Ernest Boulanger (1815–1900)
- Lili Boulanger (1893–1918)
- Nadia Boulanger (1887–1979)
- Pierre Boulez (1925–2016)
- Denys Bouliane (* 1955)
- Louis-Albert Bourgault-Ducoudray (1840–1910)
- Francis de Bourguignon (1890–1961)
- Narcisse Bousquet (≈1800–1869)
- Jean-Baptiste de Bousset (1662–1725)
- Pierre Bouteiller (≈1655–≈1717)
- Josse Boutmy (1697–1779)
- Roger Boutry (1932–2019)
- Guillaume Bouzignac (≈1580–≈1643)
- Ercole Bottrigari (1531–1612)
- Pierre-André Bovey (* 1942)
- York Bowen (1884–1961)
- Paul Bowles (1910–1999)
- William Boyce (1711–1779)
- Brian Boydell (1917–2000)
- Jean Boyer (≈1590–≈1643)
- George Frederick Boyle (1886–1948)
- Jacques Boyvin (≈1653–1706)
- Attila Bozay (1939–1999)
- Eugène Bozza (1905–1991)
- Paolo Bozzi (≈1550–≈1628)

## Br
- William Batchelder Bradbury (1816–1868)
- William Brade (1560–1630)
- Theodor Bradsky (1833–1881)
- Francisco Braga (1868–1945)
- Joly Braga Santos (1924–1988)
- Johannes Brahms (1833–1897)
- Thüring Bräm (* 1944)
- Joseph Brambach (1833–1902)
- Max Brand (1896–1980)
- Nonnosus Brand (1755–1793)
- Theo Brand (1925–2016)
- Johann Evangelist Brandl (1760–1837)
- Theo Brandmüller (1948–2012)
- Augusto Brandt (1892–1942)
- Jobst von Brandt (1517–1570)
- Jan Brandts-Buys (1868–1933)
- António Correa Braga (1644–1712)
- Henry Brant (1913–2008)
- Nikolaus Brass (* 1949)
- François Brassard (1908–1976)
- Johannes Brassart (um 1405 – 1455)
- Henning Brauel (* 1940)
- Peter Michael Braun (1936–2019)
- Jean-Chrysostome Brauneis junior (1814–1871)
- Walter Braunfels (1882–1954)
- Helmut Bräutigam (1914–1942)
- Anthony Braxton (* 1945)
- Ivar Fredrik Bredal (1800–1864)
- Reiner Bredemeyer (1929–1995)
- Mihai Brediceanu (1920–2005)
- Tiberiu Brediceanu (1877–1968)
- Hercule-Pierre Brehy (1673–1737)
- Johannes Bernardus van Bree (1801–1857)
- Hans Brehme (1904–1957)
- Petrus Hercules Brehy (1673–1737)
- Rudolf Maria Breithaupt (1873–1945)
- Eduard Brendler (1800–1831)
- Uri Brener (* 1974)
- John Wolf Brennan (* 1954)
- Johann Joseph Ignaz Brentner (1689–1742)
- Giuseppe Antonio Brescianello (1690–1757)
- Cesar Bresgen (1913–1988)
- Pierre Bretagne (1881–1962)
- Nicolae Bretan (1887–1968)
- Emil Breslaur (1836–1899)
- Tomás Bretón (1850–1923)
- Jolyon Brettingham Smith (1949–2008)
- Simon Breu (1858–1933)
- Johann Heinrich Breul (1734–1783)
- Jean-Baptiste Bréval (1753–1823)
- Giovanni Battista Brevi (um 1650 – um 1725)
- Havergal Brian (1876–1972)
- Giulio Briccialdi (1818–1881)
- Frank Bridge (1879–1941)
- Wolfgang Carl Briegel (1626–1712)
- Luis de Briceño (1. Hälfte 17. Jahrhundert)
- Alexander Brincken (* 1952)
- Reginald Smith Brindle (1917–2003)
- Antonio Brioschi (1. Hälfte 18. Jahrhundert)
- George Frederick Bristow (1825–1898)
- Radie Britain (1899–1994)
- Benjamin Britten (1913–1976)
- Giuseppe Ferdinando Brivio (1699–1758)
- Jan Josef Brixi (1711–1762)
- František Xaver Brixi (1732–1771)
- Šimon Brixi (1693–1735)
- Viktorín Ignác Brixi (1716–1803)
- Gabriel Brnčić Isaza (* 1942)
- Howard Brockway (1870–1951)
- Max Brod (1884–1968)
- Nikolaus Brodszky (1905–1958)
- Herman Broekhuizen (1922–2012)
- Elias Bronnemüller (1666–1710)
- Georg Bronner (1666–1724)
- Carel Brons (1931–1983)
- Hans Bronsart von Schellendorf (1830–1913)
- James Broocks (1760–1809)
- Alfonso Broqua (1876–1946)
- Sébastien de Brossard (1655–1730)
- Salvador Brotons (* 1959)
- Alexander Brott (1915–2005)
- Leo Brouwer (* 1939)
- Chris Brown (* 1953)
- Earle Brown (1926–2002)
- Max Bruch (1838–1920)
- Arnold von Bruck (um 1490 – 1554)
- Anton Bruckner (1824–1896)
- Kurt Brüggemann (1908–2002)
- Friedrich Nicolaus Bruhns (1637–1718)
- Nicolaus Bruhns (1665–1697)
- Ignaz Brüll (1846–1907)
- Colin Brumby (1933–2018)
- Antoine Brumel (um 1460 bis nach 1515)
- Fritz Brun (1878–1959)
- Herbert Brün (1918–2000)
- Klaus Brüngel (* 1949)
- Pablo Bruna (1611–1679)
- Arnold Matthias Brunckhorst (um 1670/75 bis 1725)
- Alfred Bruneau (1857–1934)
- Domenico Brunetti (um 1580 – 1646)
- Gaetano Brunetti (1744–1798)
- Giovanni Brunetti (um 1580 – 1631)
- Adolf Brunner (1901–1992)
- Henri Brunner (1897–1956)
- Victor Bruns (1904–1996)
- Francesco Brusa (1700–1768)
- Louis Bruslard (1620–1670)
- Jewgeni Grigorjewitsch Brussilowski (1905–1981)
- Bjarne Brustad (1895–1978)
- Ton Bruynèl (1934–1998)
- Joanna Bruzdowicz (1943–2021)
- Gavin Bryars (* 1943)
- Filipina Brzezińska (1800–1886)
- Franciszek Brzeziński (1867–1944)

## Bu
- Giuseppe Buccioni (1759–1830)
- Hermann Buchal (1884–1961)
- Próspero López Buchardo (1883–1964)
- Wolfram Buchenberg (* 1962)
- Helen Buchholtz (1877–1953)
- Thomas Buchholz (* 1961)
- Hans Buchner (1483–1538)
- Gunnar Bucht (* 1927)
- Fritz Büchtger (1903–1978)
- Nikolai Budaschkin (1910–1988)
- Antonio Buenaventura (1904–1996)
- Glenn Buhr (* 1954)
- Michail Jewsejewitsch Bukinik (1872–1947)
- John Bull (1563–1628)
- Ole Bull (1810–1880)
- John Buller (1927–2004)
- Walther Bullerdiek (1901–1971)
- Hans von Bülow (1830–1894)
- Fritz Bultmann (* 1937)
- Georg Heinrich Bümler (1669–1745)
- August Bungert (1845–1915)
- Rewol Bunin (1924–1976)
- Gerard Bunk (1888–1958)
- Benedictus Buns (1642–1716)
- Giovanni Battista Buonamente (um 1595–1642)
- Giuseppe Buonamici (1846–1914)
- Giorgio Buoni (1647, nach 1693)
- Gian Pietro Del Buono (erste Hälfte 17. Jahrhundert)
- Joachim a Burck (1546–1610)
- Bernard Burette (um 1670 bis nach 1726)
- Cornelius Burgh (um 1590 bis um 1639)
- Hans-Georg Burghardt (1909–1993)
- Jarmil Burghauser (1921–1997)
- Friedrich Burgmüller (1806–1874)
- Norbert Burgmüller (1810–1836)
- Geoffrey Burgon (1941–2010)
- Emil František Burian (1904–1959)
- Paul Burkhard (1911–1977)
- Willy Burkhard (1900–1955)
- Thomas Bürkholz (* 1949)
- Charles Burney (1726–1814)
- Francis Burt (1926–2012)
- Bernard de Bury (1720–1785)
- Juan José Buscaglia (1893–1958)
- Carl Busch (1862–1943)
- Alan Bush (1900–1995)
- Geoffrey Bush (1920–1998)
- Antoine Busnoys (um 1430–1492)
- Ferruccio Busoni (1866–1924)
- Henri Busser (1872–1973)
- Hans Bußmeyer (1853–1930)
- Hugo Bußmeyer (1842–1912)
- Sylvano Bussotti (1931–2021)
- José María Bustamante (1777–1861)
- Javier Busto (* 1949)
- Charles Buterne (um 1710 bis um 1760)
- Crato Bütner (1616–1679)
- George Butterworth (1885–1916)
- Max Butting (1888–1976)
- Johann Heinrich Buttstedt (1666–1727)
- Ákos Buttykay (1871–1935)
- Dietrich Buxtehude (1637–1707)

## By
- William Byrd (1543–1623)
- Oscar Byström (1821–1909)
- Thomas Byström (1772–1839)